# Сизов Олександр Олександрович
Олекса́ндр Олекса́ндрович Сизо́в (21 вересня 1980, с. Астраханка, Мелітопольський район, Запорізька область, Українська РСР — 10 жовтня 2016, Талаківка, Кальміуська районна рада, Маріуполь, Донецька область, Україна) — солдат Збройних сил України, учасник війни на сході України, командир відділення (23-й окремий мотопіхотний батальйон, 56-та окрема мотопіхотна бригада).
Загинув від осколкового поранення від розриву 82-мм міни.
Похований с. Астраханка, Мелітопольський район, Запорізька область.
По смерті залишилися дві сестри.

## Нагороди
Указом Президента України № 23/2017 від 3 лютого 2017 року «за особисту мужність, виявлену у захисті державного суверенітету та територіальної цілісності України, самовіддане виконання військового обов'язку» нагороджений орденом «За мужність» III ступеня (посмертно).